# Tetraopes varicornis
Tetraopes varicornis là một loài bọ cánh cứng trong họ Cerambycidae.